# Andrzej Knap (dyrygent)
Andrzej Knap (ur. 1951) – polski dyrygent.

## Życiorys
W 1975 roku ukończył studia w Akademii Muzycznej w Warszawie na Wydziale Instrumentalnym, a w 1978 w klasie dyrygentury wybitnego dyrygenta – prof. Bohdana Wodiczki koncertem dyplomowym w Filharmonii Narodowej w Warszawie. Swoje umiejętności doskonalił w Weimarze na mistrzowskim kursie dla młodych dyrygentów, w klasie prof. Kurta Masura.
Jako dyrygent debiutował w 1978 r. w Teatrze Wielkim w Łodzi operą „La Traviata”. Na tej samej scenie dyrygował spektaklami: Cyganeria, Otello, Don Carlos, Wolny strzelec, Straszny dwór.
W latach 1981–1983 przebywał na kontrakcie w Kolumbii, po czym powrócił do kraju. Jako szef artystyczny pracował kolejno w Operetce Warszawskiej i Operze Nova w Bydgoszczy. W Bydgoszczy dał się najpierw poznać jako dyrygent prowadzący koncerty symfoniczne w Filharmonii Pomorskiej im. I.J. Paderewskiego (1980–1981). Jako kierownik artystyczny Opery był wysoko ceniony przez krytykę; wystawił m.in. „Bal maskowy” G. Verdiego (1984).
W latach 1986–1988 pracował w operze w Izmirze w Turcji. Po powrocie do kraju był szefem artystycznym Opery i Operetki w Szczecinie i ponownie Operetki Warszawskiej. W 1995 roku objął stanowisko dyrektora artystycznego Opery Bałtyckiej, gdzie przygotowywał muzycznie m.in. Straszny dwór, Zemstę nietoperza, Toscę, Wesołą wdówkę, Fidelio, Cyrulika sewilskiego. Od roku 1999 do 2006 dyrektor artystyczny Teatru Muzycznego w Łodzi. Dyrygował zespołem Teatru w tak prestiżowych miejscach jak: Filharmonia Berlińska, Deutsche Oper w Berlinie, Filharmonia w Monachium, Palais des Beaux-Arts w Brukseli, czy Koenigin Elisabethzaal w Antwerpii.
Od 2012 r. jest kierownikiem muzycznym oraz dyrygentem w Teatrze Muzycznym w Lublinie.
Ma na swoim koncie 83 przedstawienia operowe, 34 operetkowe i 6 musicali. Gościnnie dyryguje m.in. w Operze Śląskiej i Teatrze Wielkim – Operze Narodowej. Współpracuje z większością filharmonii w Polsce. Ma w swoim dorobku liczne nagrania dla Polskiego Radia i TV.